# Cuộc thi Guitar Quốc tế tại Berlin
Liên hoan Guitar Quốc tế tại Berlin là một liên hoan âm nhạc dành cho các nghệ sĩ Guitar cổ điển trên toàn thế giới. Cuộc thi diễn ra 2 năm một lần từ năm 2006 tại Berlin, Cộng hòa Liên bang Đức. Chủ tịch hội đồng nghệ thuật hiện nay là Giáo sư-Nhạc sĩ Đặng Ngọc Long.
Điều kiện dự thi: Các thí sinh không quá 32 tuổi. Ngoài các tác phẩm tự chọn, thí sinh phải trình diễn thuộc lòng tác phẩm bắt buộc do ban giám khảo quy định.
Tới nay đã có hàng trăm thí sinh tham gia dự thi từ các nước như: Đức, Anh, Ba Lan, New Zealand, Ukraina, Israel, Belarus, Nga, Slovakia, Pháp, Bulgaria, Bỉ, Trung Quốc, Tây Ban Nha,Thái Lan, Chile, Slovenia, Hàn Quốc, Nhật Bản, Ireland, Việt Nam, Áo, Đan Mạch....
Cuộc thi Guitar Quốc tế tại Berlin đã được Hội nhạc sĩ Đức đưa vào danh sách chính thức các cuộc thi quốc tế tại CHLB Đức và được tạp chí Âm nhạc Guitar của Pháp đánh giá xếp hạng là một trong top 5 các cuộc thi Guitar Cổ điển lớn nhất trên toàn thế giơi .

## Danh sách thí sinh đoạt giải
- 2006
  - Giải nhất: Shiri Coneh (Israel)
  - Giải nhì: Noriyuki Masuda (Nhật)
  - Giải ba: Karoline Kumst (Đức)
  - Giải ba: Gaku Yamada (Nhật Bản)
- 2008
  - Giải nhất: Ekachai Jearakul (Thái Lan)
  - Giải nhì: Mateus Dela Ponte (Brasil)
  - Giải ba: Nohyoung Lee (Hàn Quốc)
- 2010
  - Giải nhất: Chia-wei lin (Đài Loan)
  - Giải nhì: Bilodid Denys (Ukraina)
  - Giải ba: Claire Sananikone (Pháp)
- 2012:
  - Giải nhất: Claire Sananikone (Pháp)
  - Giải nhì: Igor Dedusenko (Belarus)
  - Giải ba: Nejc Kuhar (Slovenia)
  - Giải đặc biệt: Svetoslav Kostov (Bulgaria) (Biểu diễn xuất sắc nhất tác phẩm của nhạc sĩ Đặng Ngọc Long)
- 2014:
  - Giải nhất: Jakob Bangsø (Đan Mạch)
  - Giải nhì: Yaroslav Makarich (Belarus)
  - Giải ba: Dimitry Zagumennikov (Nga)
- 2016:
  - Giải nhất: Niklas Johansen (Đan Mạch)
  - Giải nhì: An Tran (Việt nam)
  - Giải ba: Francesco Scelzo (Peru)
  - Giải Đặc biệt: Yaroslav Makarich (Belarus) (Biểu diễn xuất sắc nhất tác phẩm của nhạc sĩ Đặng Ngọc Long)
- 2018:   Corona...
- 2020: 
  - Giải nhất:  Yaroslav Makarich (Belarus)
  - Giải nhì:  Chinnawat Themkumkwum (Thailand)
  - Giải ba: Luca Romanelli (Italy)
  - Giải Đặc biệt: Đào Như Khánh (Vietnam)
- 2022: 
  - Giải nhất: Luca Romanelli (Italy)
  - Giải nhì: Samuel Beluzán Rodríguez (Spain)
  - Giải ba: Raul Rolon (Paraquay)